# 流田Project VSスーパー戦隊+宇宙刑事ギャバン
『流田Project VSスーパー戦隊+宇宙刑事ギャバン』（ながれだプロジェクト ブイエススーパーせんたいたすうちゅうけいじギャバン）は、流田Projectの4枚目のカバーアルバム。2013年2月20日に日本コロムビアから発売された。

## 概要
前作『流田PPP』から約半年ぶりの作品。今作は当バンド初めての東映特撮ヒーローソングのカバーアルバムである。このため、本来はジェネオン・ユニバーサルであるが、東映特撮が関わっている権利上の理由により、日本コロムビアからの発売となっている。
なお、トラック2,6曲目にはキーボードとしてヒャダインが参加している。

## 収録曲
1. 侍戦隊シンケンジャー
テレビ朝日系　『侍戦隊シンケンジャー』のオープニングテーマであり、2009年に発表された楽曲。
2. 電撃戦隊チェンジマン
テレビ朝日系　『電撃戦隊チェンジマン』のオープニングテーマであり、1985年に発表された楽曲。
3. 電磁戦隊メガレンジャー
テレビ朝日系　『電磁戦隊メガレンジャー』のオープニングテーマであり、1997年に発表された楽曲。
4. シークレット カクレンジャー
テレビ朝日系　『忍者戦隊カクレンジャー』のオープニングテーマであり、1994年に発表された楽曲。
5. スーパー戦隊ヒーローゲッター
テレビ朝日系　『海賊戦隊ゴーカイジャー』のエンディングテーマであり、2011年に発表された楽曲。
6. 宇宙刑事ギャバン
テレビ朝日系　『宇宙刑事ギャバン』 のオープニングテーマであり、1982年に発表された楽曲。
7. 侍戦隊シンケンジャー(オリジナルカラオケ)＜ボーナス・トラック＞
8. 侍戦隊シンケンジャー(流田パート抜きver)＜ボーナス・トラック＞
9. 侍戦隊シンケンジャー(穴澤パート抜きver)＜ボーナス・トラック＞
10. 侍戦隊シンケンジャー(桃山パート抜きver)＜ボーナス・トラック＞
11. 侍戦隊シンケンジャー(栗川パート抜きver)＜ボーナス・トラック＞